# Stanisław Szczucki z Wronowa
Stanisław Szczucki z Wronowa herbu Pobóg (zm. przed 30 września 1660 roku) – sędzia sandomierski od 1649 roku, podsędek sandomierski w latach 1648-1649, pułkownik wojska powiatowego województwa sandomierskiego w 1651 roku.
Był członkiem konfederacji generalnej zawiązanej 31 lipca 1648 roku.
Poseł sejmiku opatowskiego na sejm koronacyjny 1649 roku, sejm 1649/1650 roku, sejm 1650 roku, sejm zwyczajny 1652 roku, sejm 1653 roku, sejm nadzwyczajny 1654 roku, sejm 1655 roku, sejm 1659 roku.